# جونگ هیو-جونگ
جونگ هیو-جونگ (انگلیسی: Jung Hyo-jung؛ زادهٔ ۲۶ ژانویهٔ ۱۹۸۴) شمشیرباز اهل کره جنوبی است.
از افتخارات وی میتوان به کسب مدال نقره شمشیربازی اپه تیمی در بازی‌های المپیک تابستانی ۲۰۱۲ اشاره‌کرد.